# Jacques-Pierre Abbatucci
Jacques-Pierre Charles Abbatucci (Zicavo (Corsica), 21 december 1791 – Parijs, 11 november 1857) was een Frans politicus.
Ten tijde van het Tweede Franse Keizerrijk was hij als minister van Justitie de grootzegelbewaarder van Frankrijk sinds 1852. In deze hoedanigheid zat hij de vergaderingen van de regering-Bonaparte III voor in geval van afwezigheid van keizer Napoleon III, die de leider was van de regering.
Vanaf 1852 was Abbatucci naast minister ook senator in de Senaat en een persoonlijk raadgever van de keizer. In het bijzonder gaf hij hem advies over Corsica, het Franse eiland waar hij was geboren.
Abbatucci overleed in dienst op 11 november 1857. Als minister van Justitie werd hij opgevolgd door Ernest de Royer.